# Mörkbrunt ängsfly
Mörkbrunt ängsfly, Apamea aquila är en fjärilsart som beskrevs av Hugues-Fleury Donzel 1837. Mörkbrunt ängsfly ingår i släktet Apamea och familjen nattflyn, Noctuidae. Arten är ännu inte påträffad i Sverige. Tre underarter finns listade i Catalogue of Life, Apamea aquila brunneata Warren, 1911, Apamea aquila funerea Heinemann, 1859 och Apamea aquila oriens Warren, 1911.